# Gerard Gillis Calkoen
Gerard Gillis Calkoen (Alphen, 13 december 1857 – Utrecht, 12 oktober 1935) was een Nederlands civiel ingenieur, historicus en auteur.

## Leven en werk
Jhr. Calkoen, lid van de familie Calkoen, was een zoon van jhr. Godert Theodoor Adriaan Calkoen (1825-1900), rijksontvanger te Utrecht, en Helena Florentina van Buttingha Wichers (1824-1892). Hij bleef ongehuwd.
Calkoen studeerde in 1883 af als civiel ingenieur aan de polytechnische school in Delft. Hij werkte als technisch ambtenaar bij de gemeentewerken in Utrecht (1892-1893) en was in die periode betrokken bij de bouw van de Fruithal en Korenbeurs op het Vreeburg. Hij deed onderzoek naar onder andere de geschiedenis van de kapittelkerken in Utrecht en de oudste geschiedenis van het Binnenhof in Den Haag. Hij publiceerde artikelen over deze onderwerpen en tekende daarbij zelf plattegronden en situatiestudies. Een aantal van zijn niet gepubliceerde manuscripten is opgenomen in de collecties van Het Utrechts Archief en het Nationaal Archief.
Calkoen onderzocht ook de geschiedenis van zijn familie in Groenekan en het landgoed Voordaan, dat in 1775 door zijn overgrootvader Abraham Calkoen was gekocht. Hij overleed op 77-jarige leeftijd en werd bijgezet in het familiegraf in Groenekan.

## Publicaties (selectie)
- "De wording en ontwikkeling van het 'Hof in Die Haghe' gedurende de middeleeuwen", Die Haghe. Bijdragen en Mededeelingen, Den Haag 1901, p. 8-68
- "Het Binnenhof van 1247 - 1747 (volgens de Rentmeestersrekeningen van Noord-Holland met toelichtende plattegronden en teekeningen)", Die Haghe. Bijdragen en Mededeelingen, Den Haag 1902, p. 35-182
- "Tuinen voorheen in en om het Binnenhof", Die Haghe. Bijdragen en Mededeelingen, Den Haag 1903, p. 144-164
- "De Gevangenpoort of voorpoort van den Hove", Die Haghe. Bijdragen en Mededeelingen, Den Haag 1906, p. 1-242.
- "Aantekeningen omtrent Colijn de Nole", Oud Holland, 36, 1918, p. 256
- "Veiling van schilderstukken te Utrecht in 1658", in Oud Holland, 39, 1921, p. 118-120

- Nederlandse Thesaurus van Auteursnamen: 129498564
- Virtual International Authority File: 280334855
- WorldCat: E39PBJkp3W6MBj8gQgvPqJyrv3